# Marcus Fulvius Centumalus
Marcus Fulvius Centumalus was praetor urbanus in 192 v.Chr..
Hij moest datzelfde jaar actief deelnemen aan de voorbereidingen voor de oorlog tegen Antiochus III de Grote. Hij werd - onder andere - belast met de bouw van vijftig nieuwe quinqueremes (schepen).

## Referentie
- W. Smith, art. Centumalus (4), in W. Smith (ed.), A dictionary of Greek and Roman biography and mythology, I, Londen, 1870, p. 667.